# Bogdányi Mór
Bogdányi Mór, született Bienenstock Mór (Lakszakállas, 1854. február 7. – Budapest, 1923. június 5.) magyar újságíró, író, lapszerkesztő, kereskedelmi tanácsos.

## Élete
Bienenstock Salamon és Raab Regina fia. Pécsett és Pozsonyban járt középiskolába. Jogi tanulmányait a Budapesti Tudományegyetemen végezte. 1874-től a Neues Pester Journal, 1881-től a Pesti Hírlap, majd a Függetlenség munkatársa volt. 1882 januárjában elindította az Egyenlőség című zsidó felekezeti és társadalmi hetilapot, s azt 1886-ig szerkesztette, majd átadta Szabolcsi Miksának. 1886-ban megalapította és 1889-ig szerkesztette a Budapesti Újság című politikai képes napilapot. Ezután a Vasárnapi Estilap szerkesztője volt. 1891-ben részt vett a Magyar Hírlap létrehozásában. Írt regényeket is, többet németből fordított a lapok számára. Később megvált az újságírástól és a Hungária Vajkiviteli Részvénytársaság igazgatója, majd vezérigazgatója lett. Tagja volt a főváros törvényhatósági bizottságának és kereskedelmi tanácsosi címet is viselt.
Sírja a Kozma utcai izraelita temetőben található.

## Családja
Házastársa Back Zipora Teréz (1855–1904) volt, Back Mózes kereskedő és Schnabel Antónia lánya, akivel 1892. november 27-én Budapesten kötött házasságot.

## Főbb művei
- Törpe nagyságok, parlamenti életképek. (Budapest, 1882)
- Tisza-Janszki (Budapest, 1886, Ariston néven)
- A földalatti Budapest (Budapest, 1887-1888. P. Szabó Imre néven a Budapesti Újságban)
- Leánybaka a Károly-kaszárnyában (regény, Budapest, 1888, Bajusz Miklós néven)
- A Margit-sziget tündére (Budapest, 1889. Különnyomat a Budapesti Újságból, Bajusz Miklós néven)
- Kőbánya titkai (Bajusz Miklós néven a Kőbányai Értesítőben, Budapest, 1890)
- A szerencsétlenek (Budapest, 1894)